# 艾维艾拉高尔夫俱乐部
艾维艾拉高尔夫俱乐部，1991年建立，位于美国加州卡尔斯巴德市巴蒂基多潟湖旁邊，南下距离圣地亚哥港口大约35英里。
这是由阿诺德·帕尔默设计的18洞高尔夫球场，全长7,007码，标准杆為72杆。2013年起，承办起亚女子高尔夫精英赛（LPGA Kia Classic）。

## 毗鄰
- 柏悅艾维艾拉度假村（英语：Park Hyatt Resort Aviara）

## 外部連結
- 官方网站